# Pusztahencse
Pusztahencse ist eine ungarische Gemeinde im Kreis Paks im Komitat Tolna. Sie liegt ungefähr zehn Kilometer westlich von Paks.

## Sehenswürdigkeiten
- Römisch-katholische Kirche Szentlélek

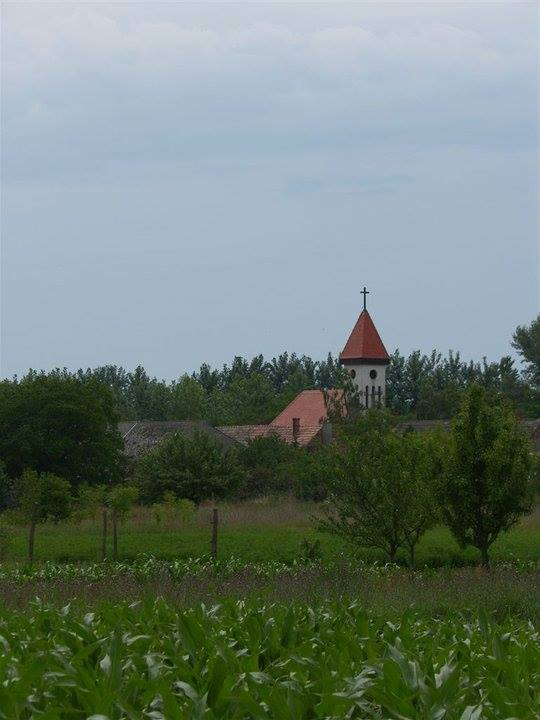
Römisch-katholische Kirche Szentlélek

## Verkehr
Am nördlichen Rand der Gemeinde verläuft die Landstraße Nr. 6232 zwischen Paks und Nagydorog. Der nächstgelegene Bahnhof befindet sich gut fünf Kilometer nordwestlich in Nagydorog.